# Actopan
Actopan – miasto w Meksyku, w stanie Hidalgo.